# مایکل پرید
مایکل پرید (انگلیسی: Michael Praed؛ تلفظ نام‌خانوادگی: ‎/preɪd/‎ PRAYD؛ ‏ زادهٔ ۱ آوریل ۱۹۶۰) بازیگر و خواننده اهل بریتانیا است. وی از سال ۱۹۸۲ میلادی تاکنون مشغول فعالیت بوده‌است.
از فیلم‌ها یا مجموعه‌های تلویزیونی که وی در آن‌ها نقش داشته است، می‌توان به  دودمان و رابین از شروود اشاره نمود.